# Tunnel routier du Somport
Pour les articles homonymes, voir Somport et Tunnel du Somport.

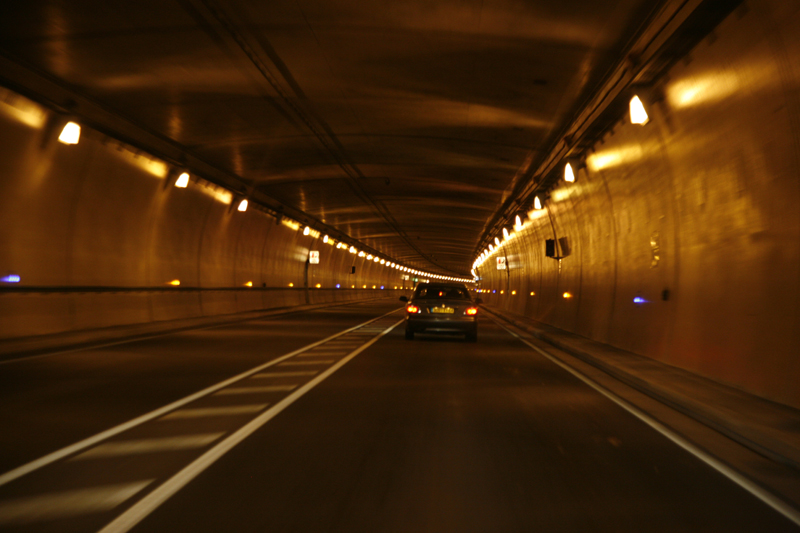
Intérieur du tunnel du Somport, les témoins bleus sur les côtés sont les distances de sécurité à respecter (100 m).

Le tunnel du Somport est un tunnel routier qui relie l'Espagne et la France à l'ouest de la chaîne pyrénéenne. Ouvert en 2003, il est parcouru par la route nationale espagnole N-330 et la route nationale française 134, éléments de l'itinéraire européen E7 Pau - Saragosse.

## Présentation
La RN 134 franchit les Pyrénées au col du Somport à 1 632 mètres d'altitude. La sécurité du trafic et la viabilité hivernale sont difficilement assurées. De plus le transit routier traverse le Parc national des Pyrénées. Le tunnel, situé à l'altitude moyenne de 1 150 m, permet de résoudre ces difficultés. Son accès du côté français se situe sur la commune d'Urdos (Pyrénées-Atlantiques), au lieu-dit Les Forges d'Abel (1 116 mètres d'altitude) en vallée d'Aspe ; la sortie du côté espagnol se situe au sud de la commune de Canfranc (1 180 mètres d'altitude). Son tracé longe le tunnel ferroviaire existant. La ligne ferroviaire Pau - Canfranc n'est plus en exploitation depuis l'effondrement d'un pont sur son tracé en 1970, sa réouverture étant en projet depuis les années 2010. Les rails du tunnel ferroviaire ont été retirés et un enrobé posé pour pouvoir faire circuler les véhicules d'urgence et permettre une rapide évacuation. Cependant, une convention avec le concessionnaire du tunnel routier fixe les conditions de cette conversion, elle prévoit la pose de rails à gorge encastrée dans la chaussée (comme on en trouve dans les réseaux de tramway urbain) en cas de réouverture de la ligne ferroviaire.

## Histoire
Le 25 avril 1991 est signée la convention hispano-française pour la construction de cet ouvrage. Les travaux ont été déclarés d'utilité publique par décret en Conseil d'État du 18 octobre 1993. Ils se réalisent à partir de 1994. En 1999, certains équipements restaient à réaliser de sorte que la mise en service du tunnel ne pouvait intervenir avant 2001.
Ce planning a été remis en cause par les incendies survenus en mai 1999 dans les tunnels du Mont-Blanc et du Tauern (de). Les conséquences de ces incendies ont conduit à examiner les mesures de sécurité prises dans les tunnels et leurs modalités d'exploitation. Pour le tunnel du Somport, cette réflexion a entraîné plusieurs mesures de sécurité supplémentaires, notamment la création de trois liaisons entre les tunnels ferroviaire et routier au droit des refuges piétons, permettant ainsi l'intervention des secours en cas d'accès difficile par le tunnel routier. Le tunnel est surveillé en permanence par des équipes de secours de chaque pays. Un camion pompier spécialement conçu est prêt à intervenir, il est équipé de nombreux capteurs et de caméras permettant une intervention si le tunnel est enfumé, de nombreux autres véhicules pour la maintenance sont présents. Le principal centre de gestion est situé du côté espagnol. Des exercices hispano-français se déroulent régulièrement pour tester les procédures d'urgence.
Le tunnel a été inauguré le 17 janvier 2003.

## Caractéristiques techniques
Sa longueur est de 8 602 mètres, dont 5 754 en Espagne et 2 848 en France.

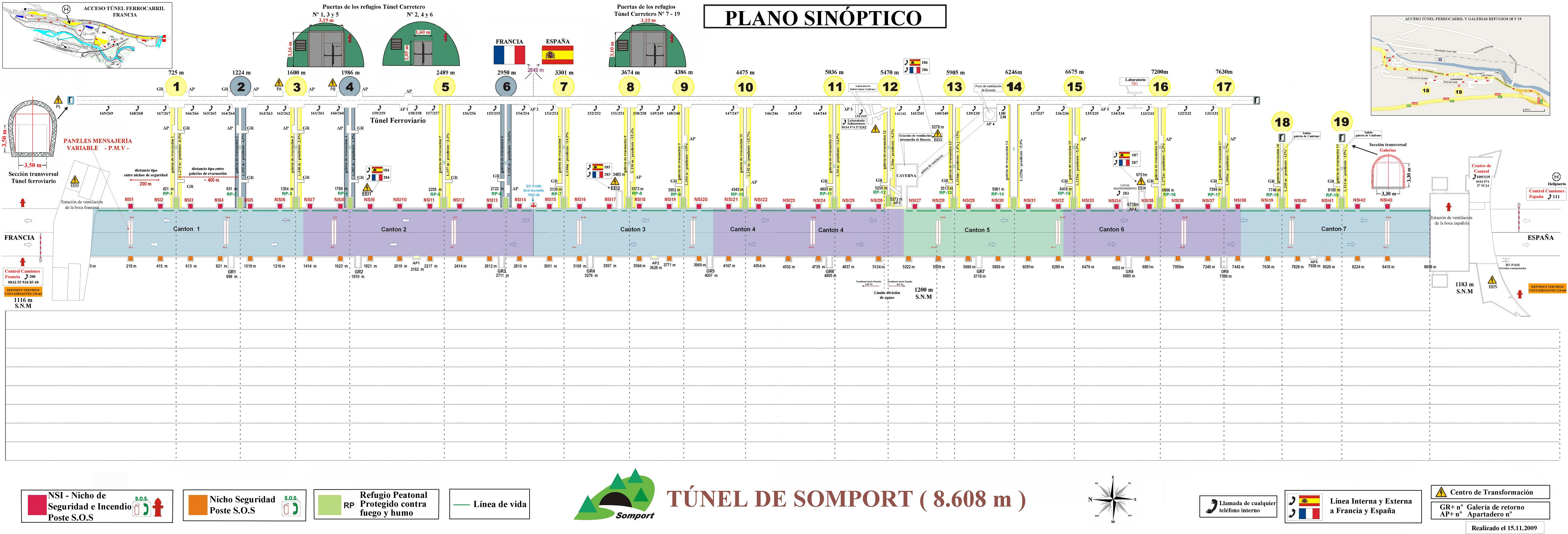
Plan des installations du tunnel.

La frontière est signalée par un logo de l'Europe peint sur les parois du tunnel.
Sa largeur de 9 mètres comprend deux voies de 3,50 mètres séparées par une bande de 1 mètre, et 2 bandes latérales de 0,50 mètre.
Sécurité
- 86 niches de sécurité équipées de téléphones d'urgence, d'extincteurs et d'une bouche incendie tous les 200 mètres ;
- 19 refuges pressurisés espacés d'environ 400 mètres (10 m × 6,60 m). Ils sont reliés à l'ancien tunnel ferroviaire par des galeries d'évacuation ;
- 9 zones permettent aux opérateurs d'urgence d'inverser la direction du trafic de véhicules (15 m par 8,60 m)[6],[7] ;
- 5 zones d'arrêt d'urgence équipées de téléphones d'urgence ;
- 3 unités de ventilation, dont 2 situées aux portails et une souterraine. L'unité de ventilation souterraine est reliée à un puits vertical de 213 mètres, et au tunnel routier par une galerie de 555 mètres ;
- Des centres de contrôle et de sauvetage existent des deux côtés (le principal est du côté espagnol) ;
- Alimentation redondante avec deux lignes indépendantes tant du côté français que du côté espagnol ;
- Éclairage permanent sur les deux côtés avec des lampes de 100 W au sodium ;
- Ventilation semi-transversale réversible, avec 14 ventilateurs d'une puissance totale de 2 900 kW. Un clapet d'aspiration pour le gaz tous les 100 mètres ;
- Conduite d'eau le long de la galerie principale avec une bouche d'incendie tous les 200 mètres ;
- Caméras tous les 100 mètres, avec détection automatique des incidents ;
- Câble rayonnant pour la communication entre les services d'urgence des deux pays et pour la diffusion de la radio et de communiqués aux utilisateurs ;
- Détecteurs de monoxyde de carbone (CO), opacité-mètres et radars pour la vitesse (limitée à 80 km/h avec un minimal fixé à 50 km/h) ;
- Câble détecteur d'incendie ;
- Panneaux de signalisation à messages variables (en espagnol et français)[8] ;
- Témoins de couleur bleue des deux côtés indiquant les distances de sécurité à respecter (100 mètres) ;
- Rampe longeant tout le côté gauche du tunnel permettant aux équipes de sécurité de se repérer dans la fumée et aux usagers de se tenir hors des voies de circulation lors d'une évacuation ;
- Système de signalement des issues de secours avec de puissants feux incorporés dans la paroi du tunnel et phosphorescents ainsi que des flèches vertes de chaque côté de l'issue indiquant le sens vers où se situe la sortie (permet de les localiser même en cas de panne d'électricité)[9] ;
- Panneaux indiquant les refuges, espaces pressurisés et issues de secours de chaque côté du tunnel de façon régulière ;
- Feux de signalisation avant et dans le tunnel indiquant un arrêt de la circulation ainsi que des barrières à chaque entrée ;
- 3 plates-formes pour hélicoptère côté français ;
- Contrôle automatique de la vitesse ;
- Bandes rugueuses au milieu de la route pour éviter l'endormissement des conducteurs.

## Financement
(août 2019).
Si vous disposez d'ouvrages ou d'articles de référence ou si vous connaissez des sites web de qualité traitant du thème abordé ici, merci de compléter l'article en donnant les références utiles à sa vérifiabilité et en les liant à la section « Notes et références ».
Le financement de ce tunnel a été partagé entre l'Espagne et la France en proportion de l'occupation du territoire par ce tunnel. Le coût atteint les 254 millions d'euros : 160 millions pour l'Espagne et 94 millions pour la France.

## Trafic
En 2012, le trafic journalier était de 1 536 véhicules dont 320 poids-lourds (20 % du trafic). 
Ce trafic est très inférieur aux chiffres de l'enquête publique avant la construction du tunnel qui prévoyait pour 2013, 10 ans après l'ouverture, 3 064 dont 799 poids lourds mais en intégrant la mise en service de deux autoroutes Pau-Bordeaux et Pau-Oloron et un aménagement de la RN 134. Or le projet d'autoroute entre Pau et Oloron a été abandonné et peu d'aménagements ont été réalisés sur la RN 134, qui reste une route difficile pour les poids-lourds.  
Pour 2019, la Direction interdépartementale des routes atlantiques donnait un trafic journalier de 1 471 véhicules dont 340 poids-lourds.

## Controverses sur le trafic poids-lourds
En 1994, la vallée d'Aspe connait une manifestation d'opposition sans précédent au tunnel avec 8 000 personnes menées par Éric Petetin, qui a fait une grève de la faim de 30 jours. Les manifestants venus d'Espagne et de toutes les régions de France arrivés dans la vallée d'Aspe le 22 mai 1994 militaient par ailleurs pour la réouverture de la ligne ferroviaire Pau-Canfranc.

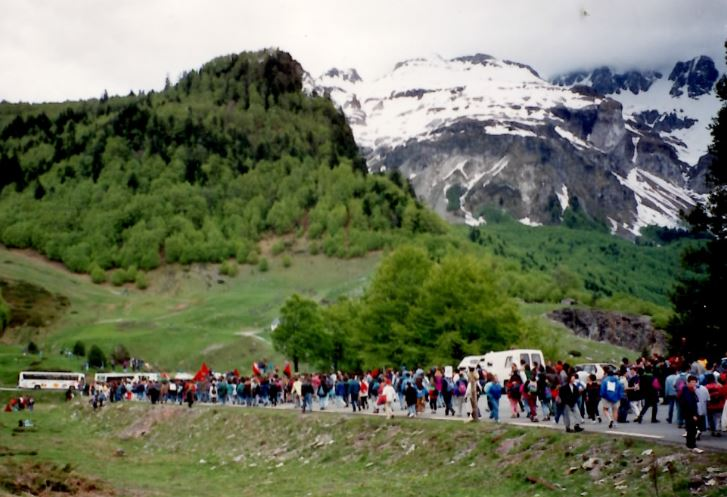
Manifestation Somport du 22 mai 1994
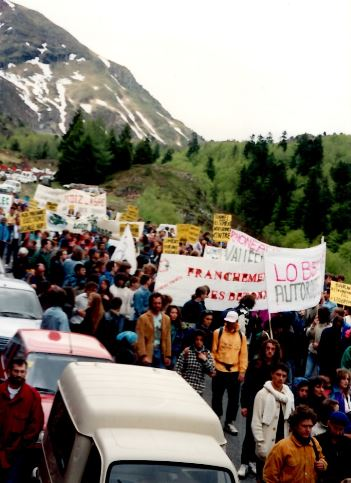
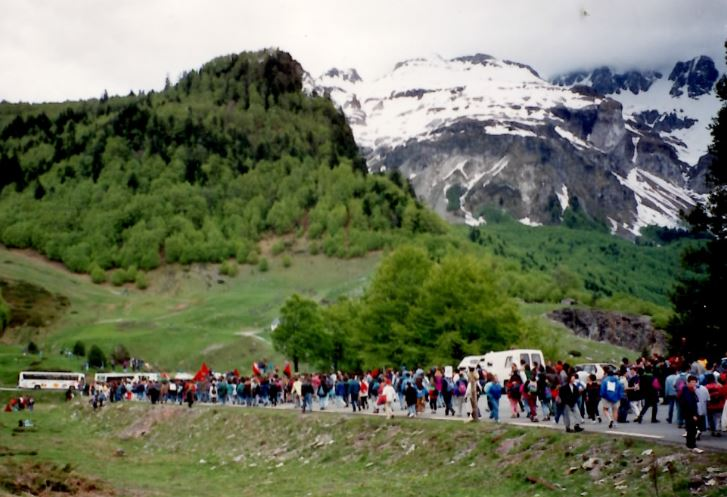
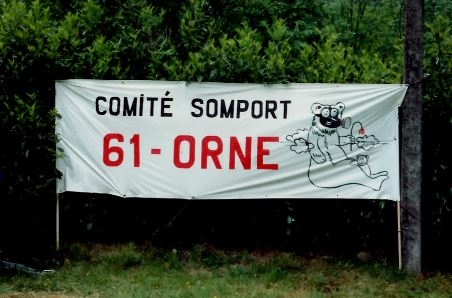
Comité Somport Orne

Le tunnel du Somport, s'il facilite le passage des Pyrénées, encourage un important trafic routier qui doit se contenter côté français d'une route étroite victime d'éboulements et mal adaptée à la circulation moderne, de nombreux accidents de camions se produisant,.  En effet, le 28 août 2018 un camion transportant du chlorite de sodium se renverse sur la RN 134 menant au tunnel, entrainant une pollution du gave d'Aspe avec la propagation de 12 000 litres de chlorite de sodium tuant des milliers de poissons (saumons et truites). Le chauffeur meurt dans l'accident.
Côté espagnol, il est prévu que l'autoroute A-23 arrive jusqu'au tunnel, aussi la juxtaposition d'un réseau moderne et rapide au sud et d'une route étroite au nord risque-t-elle de poser des problèmes de gestion sur le long terme.
La question de la légalité de la suppression de la ligne ferroviaire est également posée : officiellement, elle aurait dû être maintenue en état de fonctionnement conformément au traité franco-espagnol[réf. nécessaire].

## Galerie d'images et de vidéos

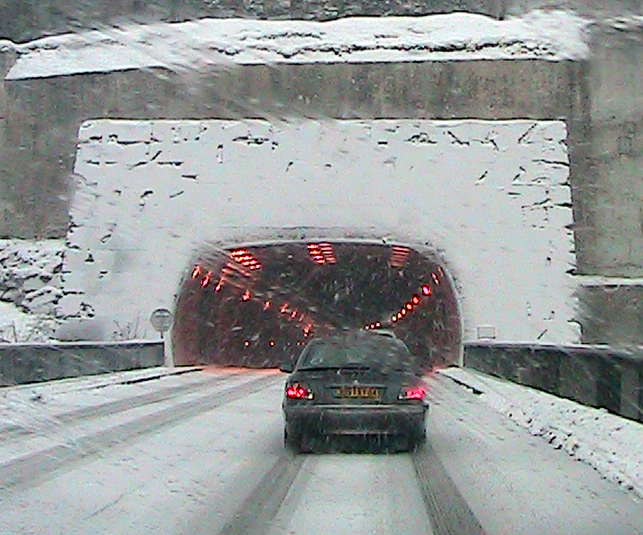
Tunnel du Somport sous la neige.
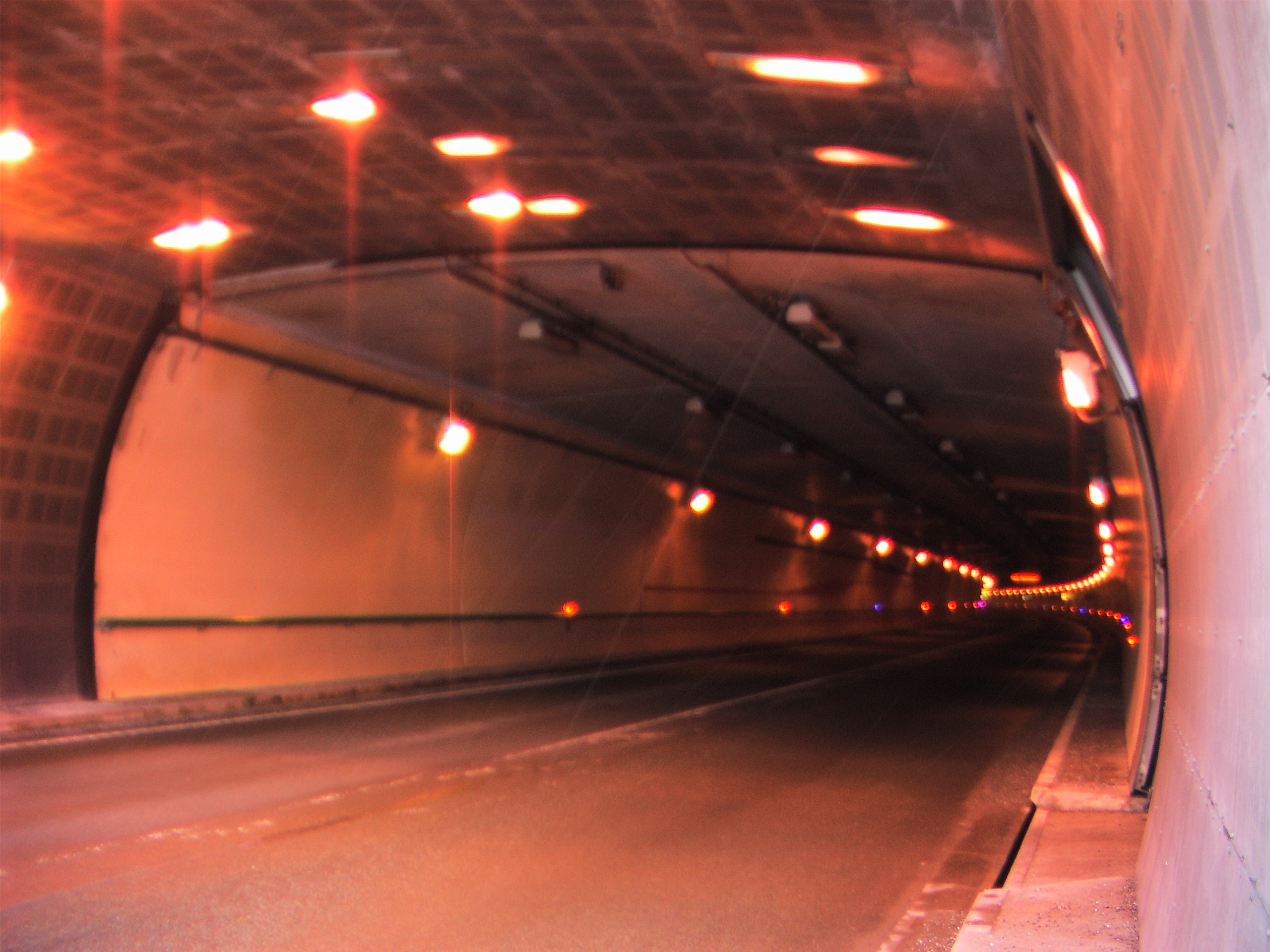
Entrée du tunnel du Somport côté espagnol.
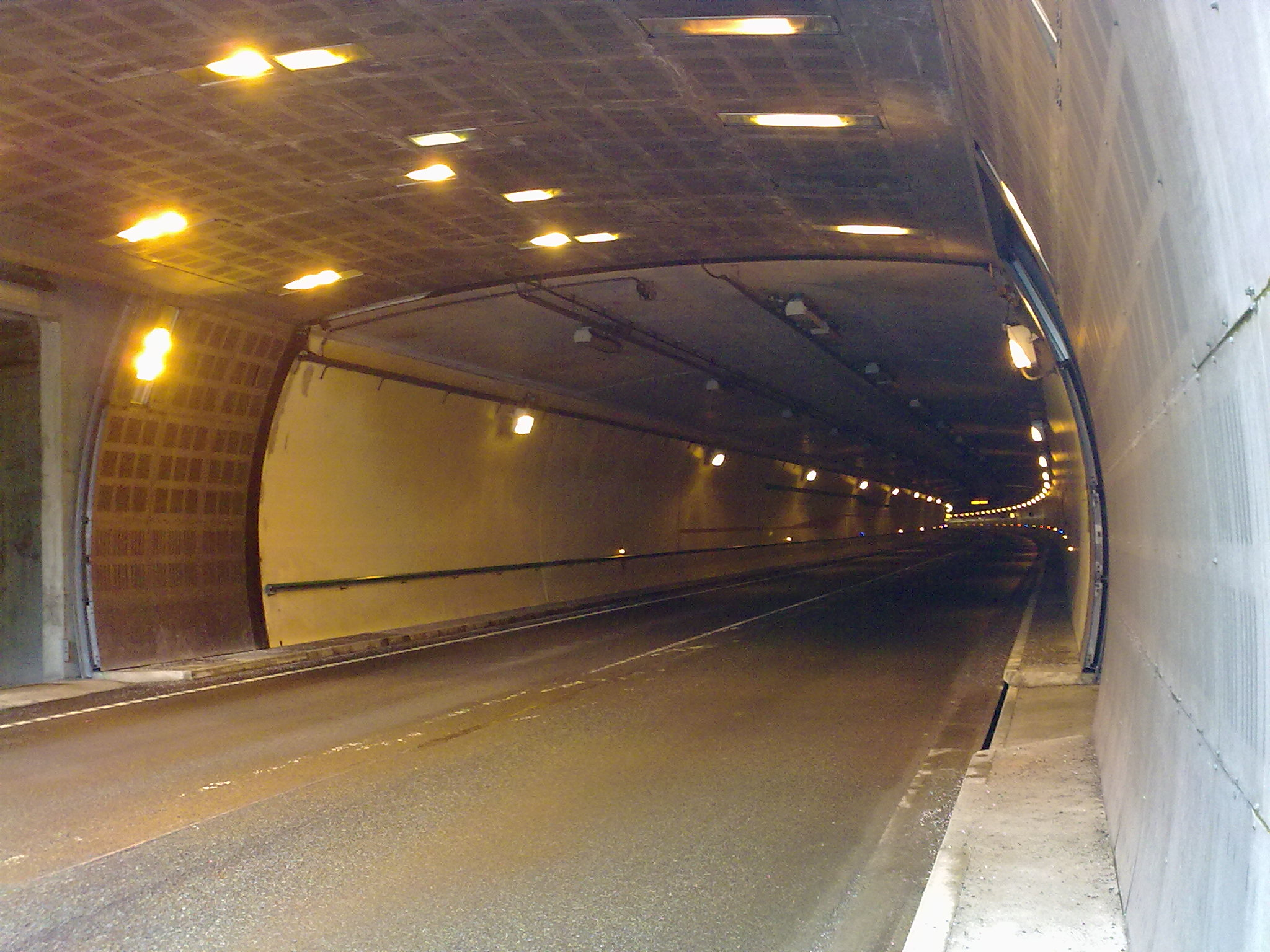
Entrée du tunnel du Somport côté français.
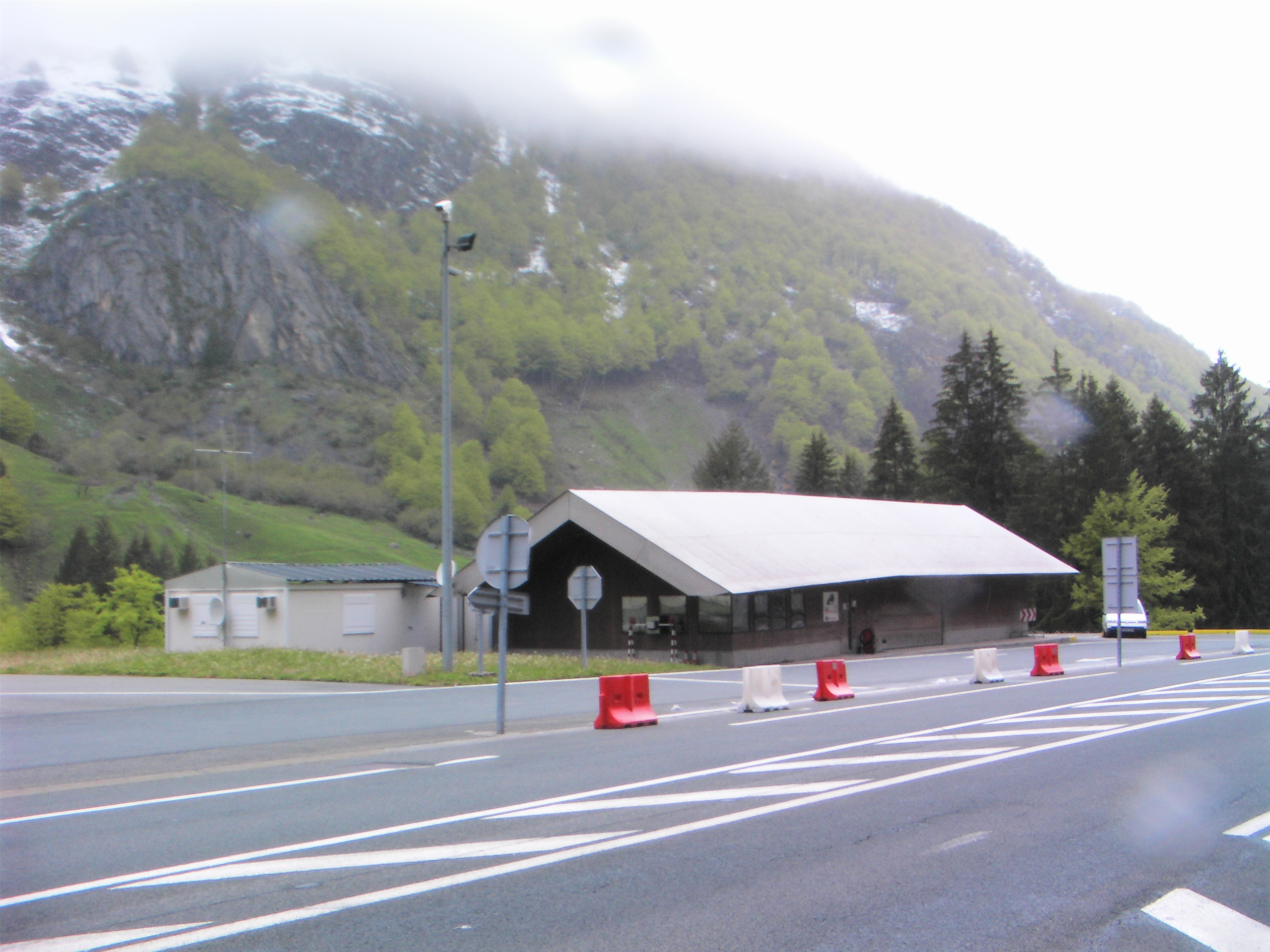
Centre de secours 1 côté français.
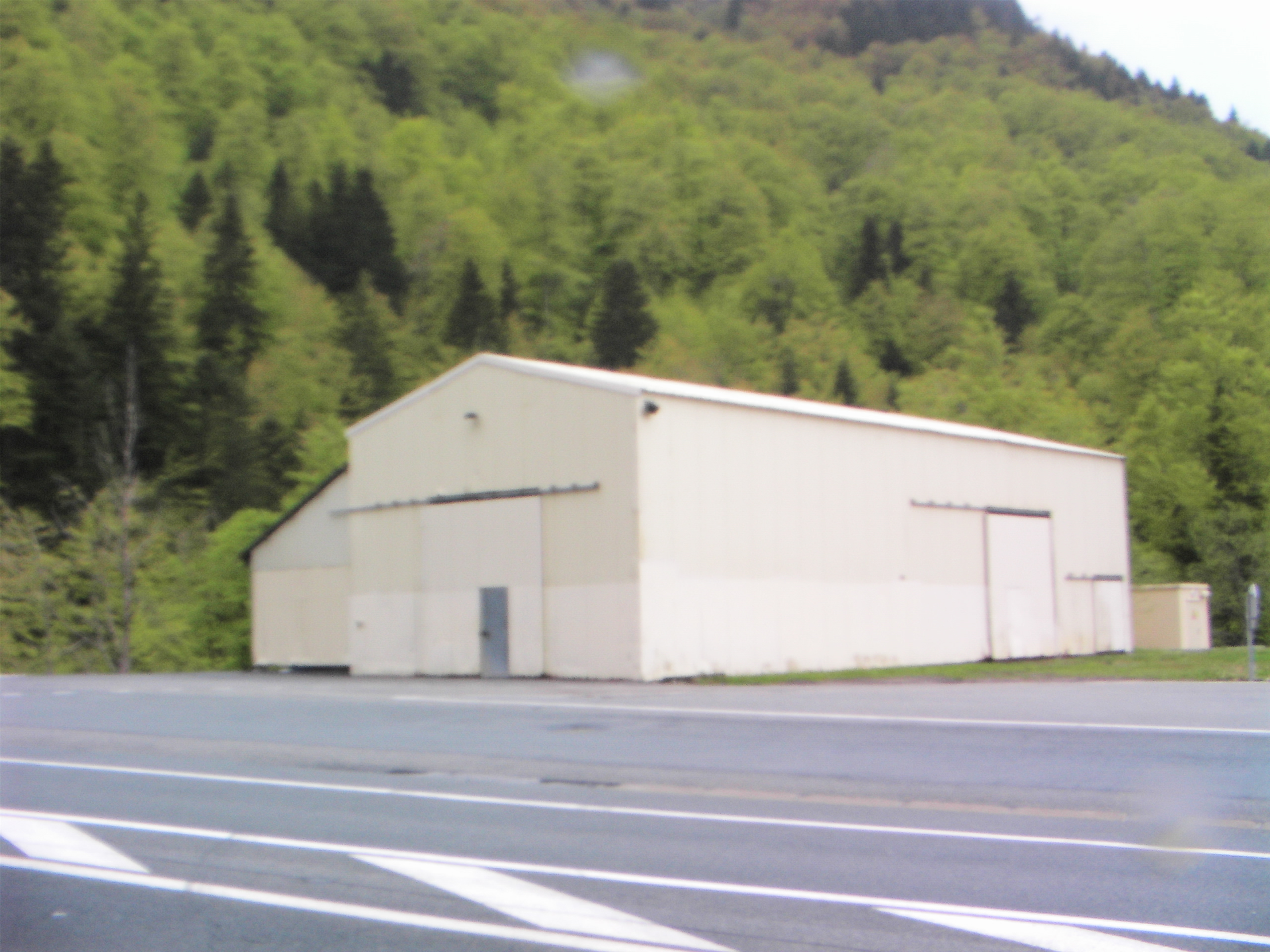
Centre de secours 2 côté français.
- Vidéo prise en roulant depuis l'entrée du tunnel du Somport depuis la France.
- Vidéo prise en roulant depuis l'entrée du tunnel du Somport depuis l'Espagne.